# Gewone schotelhoren
De gewone schotelhoren (Tectura virginea) is een slakkensoort uit de familie van de Lottiidae. De wetenschappelijke naam van de soort werd in 1776 voor het eerst geldig gepubliceerd door Otto Friedrich Müller.

## Beschrijving
De gewone schotelhoren is iets kleiner dan Testudinalia testudinalis. Hij groeit namelijk tot 15 mm in lengte met een hoogte van 6 mm. De schelp is wit met paarse banden die helemaal rond de schelp liggen vanaf de top die naar voren is gekanteld en zich op ongeveer twee derde van de schelp bevindt. Het vlees is crème gekleurd of lichtroze. De brede voet is ovaal.   

## Verspreiding en leefgebied
De gewone schotelhoren kan worden gevonden op de Noordwesten kusten van Europa van het zuiden van Noorwegen tot de Middellandse Zee inclusief de Noordzee en leeft op een diepte van ongeveer honderd meter. Het houdt van rotsmeertjes en gladde rotsen bedekt met rode algen zoals Lithothamnion waar het zich mee voedt. 